# 五行連
五行連（ごぎょうれん）とは、連（スタンザ)から構成される詩形である。特有の規則によって定義される詩型がいろいろ存在する。

## 形式

### Quintain
- Sicilian quintain（シチリア風五行連） - 韻律は弱強五歩格、押韻構成は「a-b-a-b-a」。
- English quintain（イギリス風五行連） - 韻律は特に決まっていないが、押韻構成は「a-b-a-b-b」。
- Quintella（スペイン風五行連） - 8音節の詩行で、2つの連続した行が押韻されてあれば、あとはさまざまなパターンで押韻してもよい。

### Pentastich
韻律、押韻の規則はなく、5行の詩節が複数連続している五行連。

### Quintil
- Quintil - 共通のテーマを持った5行の詩節が複数連続している五行連。フランスの詩人ジョアシャン・デュ・ベレーらによって16世紀頃には書かれていた。[3]ギョーム・アポリネールもQuintilを書いている。[4]

### Cinquain
cinquain（シンケイン）はアメリカ合衆国の詩人 アデレイド・クラプシーが日本の俳句・短歌の影響を受けて創案した五行完結の詩を指していうことが多い。このシンケインの派生として、次のように五行のstanza（スタンザ）を含む五行連がある。
- Mirror cinquain - 通常のクラプシーの後にReverse cinquainが続く十行詩。
- Cinq-cinquainまたはcrown cinquain - 五行の詩節が五つ連続している長い五行連。
- Garland cinquain - 五行の詩節が6つ連続している長い五行連。典型的な場合は、6番目の詩節は、1番目の詩節からは第1行目、2番目の詩節からは第2行目、そして3番目の詩節からは第3行目という具合に前の5つの詩節からそれぞれ1行ずつ引用されて、6番目の詩節が構成される。